# 偉大なるティブス
偉大なるティブス（Tibs the Great,1950年11月–1964年12月）は、英国郵便局のナンバーワンの猫とも呼ばれ、ロンドンの郵便局本部を14年間完全にネズミのいない状態に保った。

## 出生
ティブスは1950年11月頃にロンドンで生まれたと考えられている。父親は不明だが、母親はティブスと同じように「偉大なる猫」と呼ばれるミニーという猫であった。

## 業績
ティブスは母親のミニーを所有していたセントマーティンズルグラン教会の掃除人であるアルフ・タルブットによって世話をされた。
1868年9月頃から郵便局によって正式に雇用され、ネズミを捕まえていた。1869年5月7日には、「 the cats have done their duty very efficiently.（猫は非常に効率的に任務を遂行した）」と記録された 。
ティブスはロンドンの郵便局本部で正式に雇用されてから14年間働いた。主に地下室でネズミを狩っていた。働いていた14年間、ティブスは郵便局本部を完全にネズミのいない状態に保った。
1952年には、ティブス達、猫が昇給されていなかったことに対する民衆の不満があり、抗議により昇給させざるをえなくなる程、広く認知され愛されてていた。 

## メディア
1953年、ティブスは『Cockney Cats』という本で紹介された。彼はまた、「Cats and Film Stars （猫のスターと映画出演者のスター）」というパーティーに出た。

## ティブスの死
口腔がんに苦しんでいたティブスは、1964年12月に死亡した。いくつかの新聞で死亡したことが記事となった。死の時まで（ネズミを食べることからではなく）スタッフの食堂に住んでいたために体重がかなり増えていた。
ちなみに、ティブスが雇われていた郵便局本部で最後に雇われた猫は、1984年に死亡したブラッキーである。その後、布製の袋がげっ歯類に耐性のあるプラスチック製の袋に置き換えられ、げっ歯類への対策として猫が要らなくなった。